# Das Ferienschiff
Das Ferienschiff ist eine Fernsehserie des ZDF, die von 1968 bis 1969 ausgestrahlt wurde.

## Handlung
Auf einem Kreuzfahrtschiff, das während der Reise Ziele wie Casablanca, Teneriffa, Madeira oder Lissabon anläuft, ereignen sich meist heitere Episoden und Geschichten. Eine Hochzeit an Bord, ein getäuschter Juwelendieb, ein falscher Bombenalarm, eine scheinbare Meuterei oder ein seekranker Pekinese – die Besatzung mit dem Kapitän, dem Schiffsarzt, dem Reiseleiter und der Hostess wird mit allen Herausforderungen fertig und sorgt für einen glücklichen Ausgang der Kreuzfahrt.

## Schiff und Route

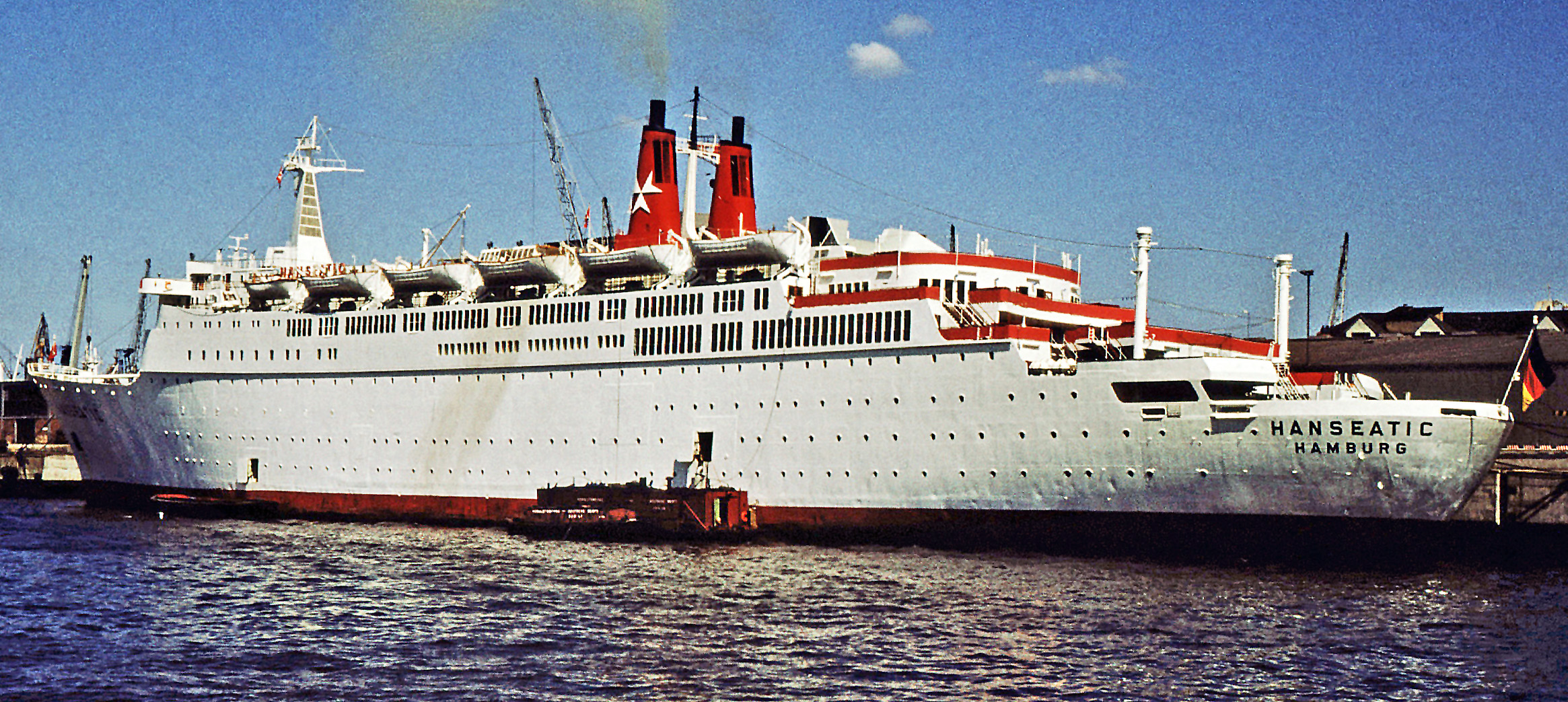
Die Hanseatic
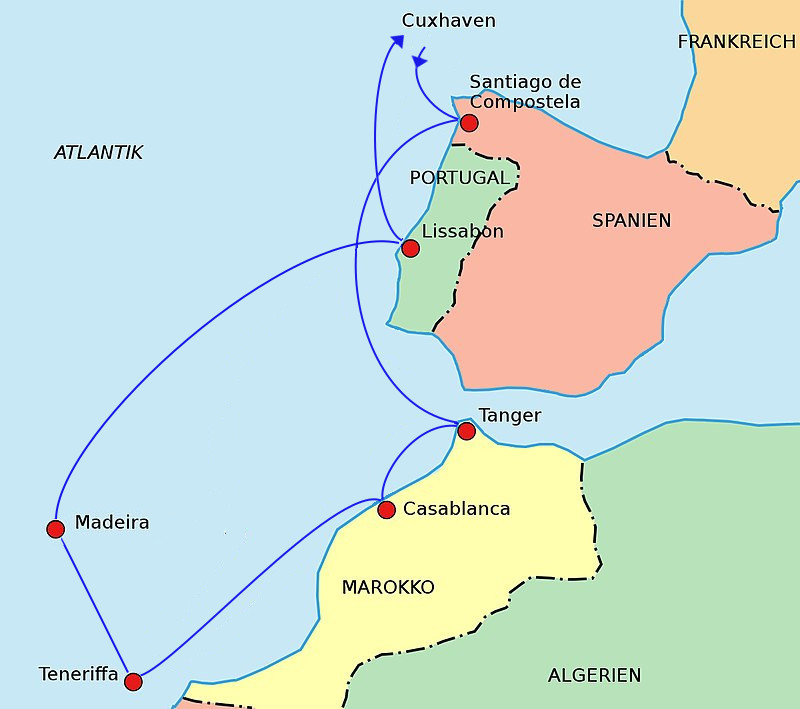
Die Reiseroute

Als Kulisse und Drehort für die Serie diente die Hanseatic der Hamburg-Atlantic-Linie.
In der Karte ist die Reiseroute gezeigt, wie sie während der Serie durchfahren wird.

## Schauspieler und Rollen

### Die Besatzung
| Schauspieler          | Rolle                           | Folge                   |
| --------------------- | ------------------------------- | ----------------------- |
| Florent Antony        | Zander, Obersteward             | 7, 9                    |
| Hans Walter Clasen    | Vandenberg, Reiseleiter         | 1–13                    |
| Evelyn Gressmann      | Edith Balke, Friseuse           | 1–13                    |
| Helmut Heckelmann     | Brehm, Küchenchef               | 3, 6, 9                 |
| Günter Lüdke          | Wim Rabe, Maschinist            | 2, 4, 5, 8, 9, 11–13    |
| Kurd Pieritz          | Dr. Hans Krone, Schiffsarzt     | 1, 2, 4–13              |
| Joachim Rake          | Kay Reeder, Kapitän             | 1–13                    |
| Antje Roosch          | Ingrid Jensen, Photographin     | 1–13                    |
| Jochen Schmidt        | Selle, Erster Offizier          | 1–4, 7–10               |
| Kurt Schmitt-Mainz    | Dietrich Schulte, Chefingenieur | 3, 4, 11, 12            |
| Eleonore Schroth      | Renate von Marwitz, Hostess     | 1–13                    |
| Edith Steinacher      | Ursula Defregger, Stewardess    | 1–13                    |
| Olaf Sveistrup        | Hein Lüders, Maschinist         | 1, 2, 4, 5, 8, 9, 11–13 |
| Hardy Tasso           | Toni, Steward (Rezeption)       | 3, 10, 13               |
| Will van Deeg         | Steward (Restaurant)            | 2, 10, 12               |
| Karl-Heinz von Hassel | Fietje, Matrose                 | 2, 4, 10                |

### Passagiere
| Schauspieler           | Rolle                         | Folge                  |
| ---------------------- | ----------------------------- | ---------------------- |
| Horst Beck             | Petermann                     | 1–6, 8, 9, 11–13       |
| Hannelore Borns        | Hannelore Kappel              | 1, 7–13                |
| Ivy Cant               | Bianca Rose Dubois            | 1–13                   |
| Margrit Dähn           | Nani Thomas                   | 5, 8, 11, 13           |
| Doris Gallart          | Daniela Dupont                | 8, 9, 12, 13           |
| Hellmuth Haupt         | Otto Brause                   | 1, 4–13                |
| Walter Herbst          | Willi Wahl 22ter              | 3                      |
| Gerda-Maria Jürgens    | Frau Kappel                   | 1, 7, 10, 12, 13       |
| Ingeburg Kanstein      | Marlisa Berthold              | 1, 3, 7, 8, 10, 11, 13 |
| Axel Klingenberg       | Schulz                        | 7, 8, 11, 12           |
| Kitty Mattern          | Irmgard Braun                 | 1–7, 10–13             |
| Michael Münzer         | Franzl Huber                  | 6–13                   |
| Christine Mylius       | Frau Walter                   | 5, 7, 10               |
| Werner Nippen          | Arthur Schneider              | 1, 3, 7, 10, 13        |
| Gerd Potyka            | Richard Thomas                | 5, 6, 8, 9, 11, 12     |
| Gertrud Prey           | Sophie Schneider              | 1, 3, 7, 10, 13        |
| Marina Ried            | Gritli Gitterli               | 5, 10, 12, 13          |
| Friedrich Schoenfelder | Baron Friedrich von Hohenrain | 1–3, 5                 |
| Barbie Steinhaus       | Silke                         | 8, 9, 10, 12           |
| Frank Straass          | Heiner Gitterli               | 5, 12, 13              |
| Tonio von der Meden    | Peter Berthold                | 1, 3, 7, 10, 11, 13    |
| Sigrid von Richthofen  | Millicent Bounty              | 1, 2, 4–9, 11–13       |

## Episoden
| Folge | Titel                          | Ausstrahlung      |
| ----- | ------------------------------ | ----------------- |
| 1     | 46°05’ Nord – 07°16’ West      | 6. Dezember 1968  |
| 2     | Der Schein trügt               | 13. Dezember 1968 |
| 3     | Mal oben – mal unten           | 20. Dezember 1968 |
| 4     | Nimm dir lieber einen Esel     | 27. Dezember 1968 |
| 5     | Die Spur führt nach Casablanca | 3. Januar 1969    |
| 6     | Der Märchenerzähler von Rabat  | 10. Januar 1969   |
| 7     | … am liebsten den Kapitän      | 17. Januar 1969   |
| 8     | Der Star                       | 24. Januar 1969   |
| 9     | Der Ruhetag                    | 31. Januar 1969   |
| 10    | Keine Gnade für Millroy        | 7. Februar 1969   |
| 11    | Begegnung in Lissabon          | 14. Februar 1969  |
| 12    | Meuterei für Mrs. Bounty       | 21. Februar 1969  |
| 13    | Meine Braut fährt zur See      | 28. Februar 1969  |

## DVD-Veröffentlichung
Die Serie wurde am 20. April 2018 in einer Komplettbox mit allen 13 Episoden von Pidax veröffentlicht.